# 立陶宛—韓國關係
立陶宛－韓國關係亦称韓國－立陶宛關係（韓語：대한민국-리투아니아 관계，是指立陶宛與大韓民國兩國的雙邊關係。兩國均為經濟合作暨發展組織成員國、法文國家及地區國際組織觀察員國。

## 政治交流
1990年立陶宛恢復主權國家身份，當時的大韓民國是繼吉爾吉斯斯坦之後，第二個承認立陶宛的亞洲國家，1991年10月14日，两国建交。
2012、2014年、2018年，立陶宛总统达利娅·格里包斯凯特曾两度访问韩国。而尚未有韩国总统对立陶宛进行国事访问。

### 外交機構
2014年，立陶宛在大邱广域市开设名誉领事馆，2021年，立陶宛政府决定与亚太地区国家加強外交关系，并决定在澳洲、韓國、新加坡等国增设外交代表機構。随后，立陶宛政府在首尔开设大使馆并派遣Vilijus Samuila为立陶宛驻韩国首任临时代办。至此，波罗的海三国均已在韩国设立了大使馆。
韩国尚未在立陶宛设立大使馆，对立陶宛的相关事务由韓國駐波蘭大使館兼轄。2023年，韩国政府决定在立陶宛开设大使馆。

## 经济

### 经贸关系
2018年，韓國為立陶宛在亞洲的第三大貿易夥伴，僅次於中华人民共和国與日本。2021年，双边贸易额接近4.43亿美元。韩国亦与包括立陶宛在内的波罗的海三国成立了经济联合委员会，以深化在经贸领域上的合作。
| 年份                        | 2010 | 2011 | 2012 | 2013 | 2014 | 2015  | 2016  | 2017  | 2018  | 2019  |
| --------------------------- | ---- | ---- | ---- | ---- | ---- | ----- | ----- | ----- | ----- | ----- |
| 立陶宛向韩国出口 (百万欧元) | 20,1 | 15,8 | 18,8 | 26,6 | 29,7 | 56,0  | 50,8  | 83,3  | 74,82 | 61,19 |
| 韩国向立陶宛出口 (百万欧元) | 49,2 | 29,2 | 35,5 | 50,4 | 70,4 | 125,5 | 163,9 | 180,9 | 79,9  | 66,36 |

### 相互投资
2020年，大韓民國对立陶宛投资总额达到369万美元，而立陶宛对韩国的投资额为33万美元。

## 旅行和签证

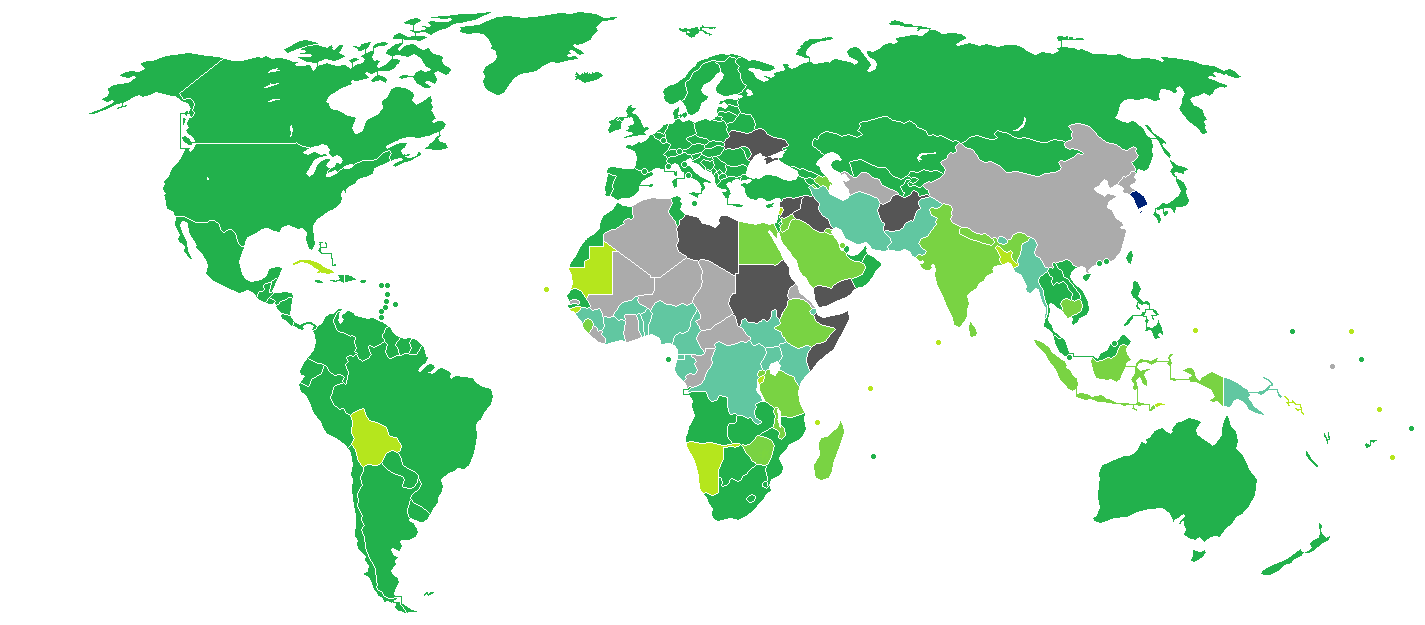
持韓國護照的韓國公民簽證要求分布圖：入境立陶宛可以「申根區免簽證」。

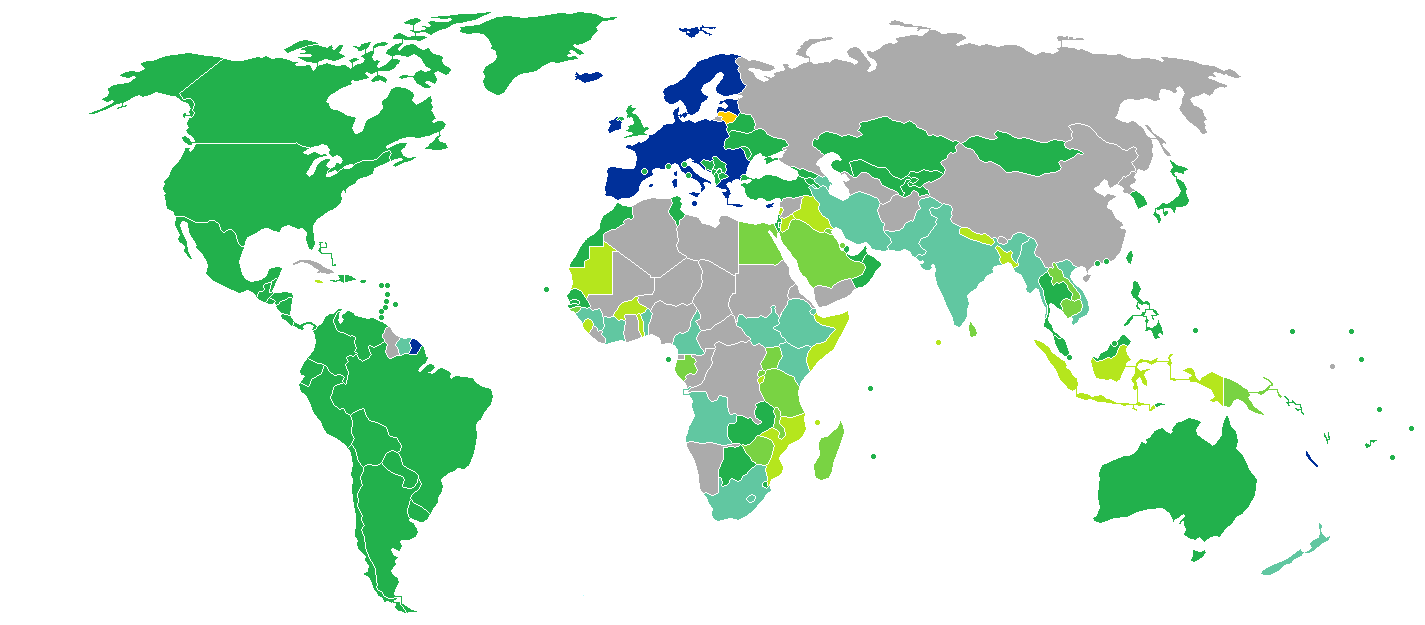
持歐盟的立陶宛護照之立陶宛公民簽證要求分布圖：入境韓国可以免簽證。

歐洲申根區給予持有韓国護照之韓國公民可以申根區免簽證入境，停留日數與申根區合併計算，每6個月期間內總計可停留90天。
立陶宛公民持有歐盟護照者也可以免簽證的方式入境韓国，停留最多90天。
历年访问立陶宛的韩国游客人数见下表：
| 年份         | 2012  | 2013  | 2014  | 2015  | 2016  | 2017  | 2018  | 2019   | 2020 |
| ------------ | ----- | ----- | ----- | ----- | ----- | ----- | ----- | ------ | ---- |
| 游客数（人） | 2,900 | 3,200 | 3,300 | 6,300 | 6,400 | 8,800 | 9,200 | 11,153 | 214  |

## 文化交流

### 學術
截至2018年，韩国的國際文化推廣組織世宗学堂已经在立陶宛首都维尔纽斯的米科拉斯·罗梅里斯大学、第二大城市考那斯的維陶塔斯馬格努斯大學分别建立，以教授韩语课程。

### 艺文
2020年9月，立陶宛导演夏魯納斯·巴塔斯的电影作品《薄暮之間》等在釜山國際電影節上展映。

## 参見
- 立陶宛－朝鮮關係

## 相關鏈接
- 韩国驻波兰大使馆 （页面存档备份，存于）
- 立陶宛外交部关于韩国的资讯 （页面存档备份，存于）